# 3887-es busz
A 3887-es jelzésű autóbuszvonal egy KIsvárda és Révleányvár között húzódó helyközi vonal, amelyet a Volánbusz Zrt. üzemeltet Cigánd és Ricse érintésével.

## Útvonala
Kisvárda autóbusz-állomásról indul. A szabolcsi települést északnyugati irányban hagyja el a 381-es főúton, külterületén a 4-es országutat is keresztezi. A vonal 9. kilométerénél érkezik első településére, Kékcsére. A tiszakanyári elágazásban a Tisza felé folytatja útját, a községet csak súrolja. Átlépi a folyót, majd egyetlen munkanapin kívül a járat Cigándra tér ki, a 3 ezren lakott kisvárosban pár forda végállomásozik. Visszatér a ricsei elágazáshoz, a falu felé robog. Az egykori járásközpontból egyetlen szabadnapi tovább megy a 10 percnyire található Révleányvárra, az összes többi ennél messzebb nem közlekedik.
Ellentétes irányban legközelebb Ricséről van indítás, útvonala változatlan.

## Közlekedése
Indításszáma átlagos, vonala nagyrészén a 3888-as buszok futnak. Naponta közlekedik, kivéve tanszünetben munkaszüneti napokon, tanévben is mindössze egyetlen indul. Kisvárdán vasúti kapcsolat biztosított Nyíregyháza felé a 100-as vasútvonalon.
| Viszonylat                                | Indításszám | Közlekedési rend              |
| ----------------------------------------- | ----------- | ----------------------------- |
| Kisvárda, aut. áll. – Cigánd, aut. ford.  | 3 pár       | tanítási napokon              |
| Kisvárda, aut. áll. – Cigánd, aut. ford.  | 1 pár       | tanszünetben munkanapokon     |
| Kisvárda, aut. áll. – Ricse, v.bolt       | 2 pár       | munkanapokon                  |
| Kisvárda, aut. áll. – Ricse, v.bolt       | 1 vissza    | szabadnapokon                 |
| Kisvárda, aut. áll. – Ricse, v.bolt       | 1 vissza    | tanévben munkaszüneti napokon |
| Kisvárda, aut. áll. ➝ Révleányvár, Fő tér | 1 oda       | szabadnapokon                 |

## Megállóhelyei
| 0                                  | Kisvárda, autóbusz-állomás végállomás         | 0.0 km  | 3877, 3888, 4208, 4210, 4251, 4253, 4254, 4259, 4261, 4263, 4267, 4270, 4271 Aranypart expresszvonat, Cívis InterRégió, Hortobágy EuroCity, Latorca nemzetközi InterCity, Nyírség InterCity, Szabolcsi Tekergő expresszvonat, személyvonat – Kisvárda [100.] |
| 1                                  | Kisvárda, pénzügyőr laktanya                  | 1.1 km  | 3877, 3888, 4210, 4261, 4263, 4267, 4270, 4271 |
| 2                                  | Kisvárda, piactér                             | 1.7 km  | 3887, 3888, 4210, 4261, 4263, 4267, 4270, 4271 |
| 3                                  | Kisvárda, gimnázium                           | 2.1 km  | 3877, 3888, 4210, 4261, 4263, 4267, 4270, 4271 |
| 4                                  | Kisvárda, Csillag utca                        | 2.8 km  | 3877, 3888, 4208, 4210, 4251, 4253, 4254, 4259, 4261, 4263, 4267, 4270, 4271 |
| 5                                  | Kisvárda, fürdő                               | 4.0 km  | 3877, 3888, 4270, 4271 |
| 6                                  | Kisvárda, Tesco                               | 4.4 km  | 3877, 3888, 4270, 4271 |
| 7                                  | Kisvárda, mikróállomás                        | 4.7 km  | 3877, 3888, 4270, 4271 |
| 8                                  | Kékcse, autóbusz-váróterem                    | 9.0 km  | 3877, 3888, 4270, 4271 |
| 9                                  | Kékcse, községháza                            | 9.6 km  | 3877, 3888, 4270, 4271 |
| 10                                 | Kékcse, Kanyári utca                          | 10.6 km | 3877, 3888, 4270, 4271 |
| 11                                 | Cigándi elágazás                              | 11.2 km | 3877, 3888 |
| 12                                 | Tiszakanyár bejárati út                       | 12.7 km | 3877, 3888 |
| 13                                 | Ricsei útelágazás                             | 16.0 km | 3877, 3878, 3879, 3888, 3923 |
| Munkanapokon 1 indítás nem érinti. |                                               |         | |
| 14                                 | Branyiczkitanya                               | 17.6 km | 3877, 3878, 3879, 3888, 3923 |
| 15                                 | Cigánd, szabadidőközpont                      | 19.2 km | 3877, 3878, 3879, 3880, 3888, 3920, 3923, 3925 |
| 16                                 | Cigánd, Hősök tere                            | 20.0 km | 3877, 3878, 3879, 3880, 3888, 3920, 3925 |
| 17                                 | Cigánd, autóbusz-forduló vonalközi végállomás | 20.7 km | 3877, 3878, 3879, 3880, 3888, 3920, 3925 |
| 18                                 | Cigánd, Hősök tere                            | 21.4 km | 3877, 3878, 3879, 3880, 3888, 3920, 3925 |
| 19                                 | Cigánd, szabadidőközpont                      | 22.2 km | 3877, 3878, 3879, 3880, 3888, 3920, 3923, 3925 |
| 20                                 | Branyiczkitanya                               | 23.8 km | 3877, 3878, 3879, 3888, 3923 |
| 21                                 | Ricsei útelágazás                             | 25.4 km | 3877, 3878, 3879, 3888, 3923 |
| 22                                 | Budahomok                                     | 29.8 km | 3877, 3878, 3879, 3923 |
| 23                                 | Ricse, Vasút utca 54.                         | 31.7 km | 3877, 3878, 3879, 3923 |
| 24                                 | Ricse, szociális otthon                       | 32.5 km | 3872, 3877, 3878, 3879, 3923, 3924, 3925 |
| 25                                 | Ricse, vegyesbolt vonalközi végállomás        | 33.1 km | 3872, 3873, 3877, 3878, 3879, 3923, 3924, 3925 |
| 26                                 | Ricse, szociális otthon                       | 33.7 km | 3872, 3877, 3878, 3879, 3923, 3924, 3925 |
| 27                                 | Erdészlak bejárati út                         | 37.2 km | 3872, 3878, 3924 |
| 28                                 | Révleányvár, Fő tér végállomás                | 39.4 km | 3872, 3873, 3878, 3879, 3924, 3925 |